# Bielle
Bielle ist eine französische Gemeinde mit 377 Einwohnern (Stand 1. Januar 2022) im Département Pyrénées-Atlantiques in der Region Nouvelle-Aquitaine. Sie gehört zum Kanton Oloron-Sainte-Marie-2 (bis 2015: Kanton Laruns) im Arrondissement Oloron-Sainte-Marie.

## Geografie
Der Bergort liegt 27 Kilometer südlich von Pau im Nationalpark Pyrenäen im Tal Vallée d’Ossau, das vom Gave d’Ossau geschaffen wurde. Der Gebirgspass Col de Marie-Blanque (1035 Meter) verbindet die benachbarte Gemeinde Bilhères mit Escot im Vallée d’Aspe. Diese Strecke wurde in der Vergangenheit oft in die Tour de France mit einbezogen.
Nachbargemeinden von Bielle sind:
- Izeste im Norden,
- Castet und Louvie-Juzon im Nordosten,
- Aste-Béon im Südosten
- Gère-Bélesten im Süden
- Aydius und Sarrance im Südwesten sowie
- Bilhères im Westen.

## Bevölkerungsentwicklung
| Jahr      | 1968 | 1975 | 1982 | 1990 | 1999 | 2006 | 2009 |
| Einwohner | 551  | 509  | 445  | 470  | 436  | 460  | 450  |

## Sehenswürdigkeiten
- Doline Lescaumere

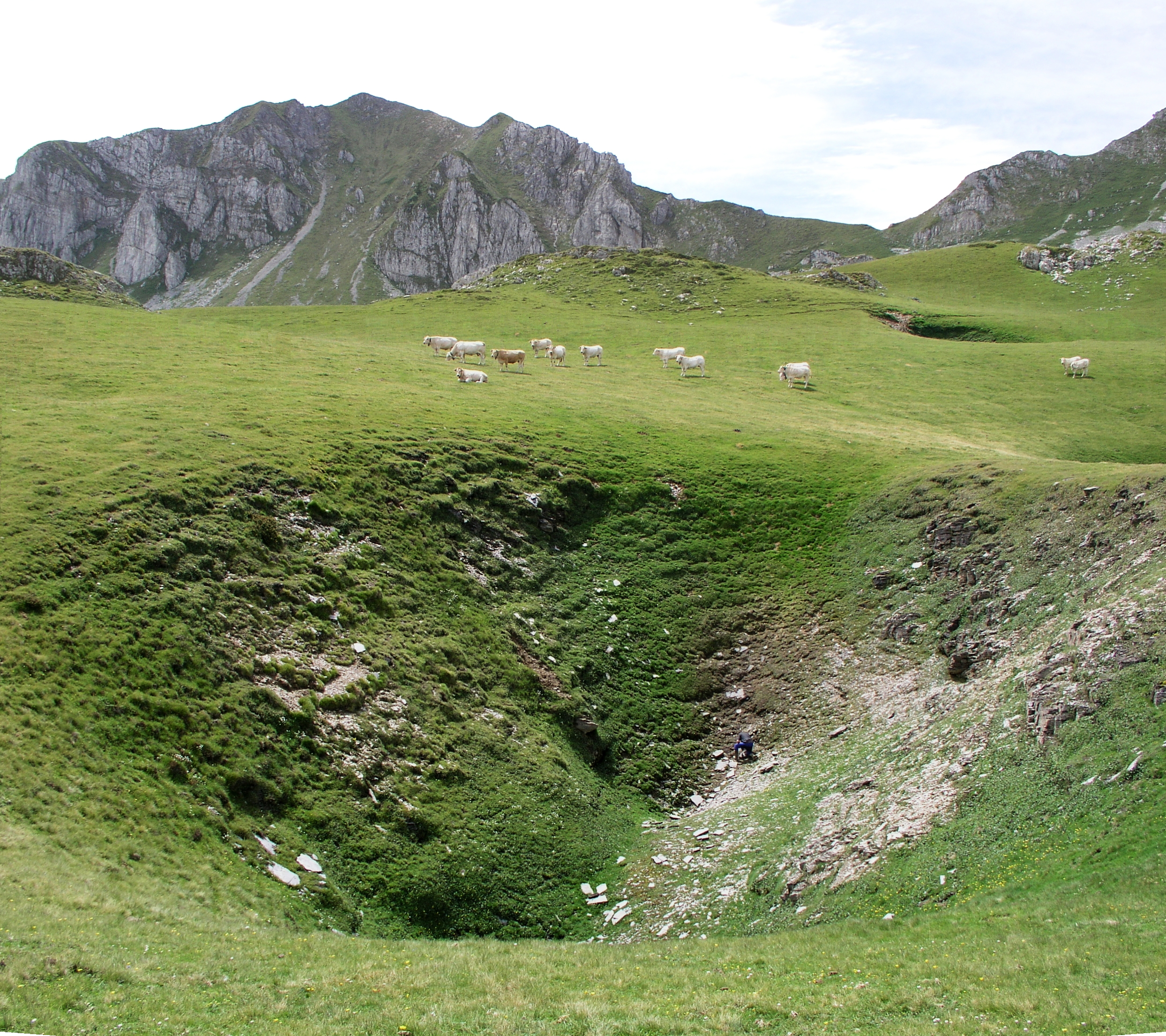
Doline Lescaumere

- Église Saint-Vivien, Kirche aus dem 15. Jahrhundert, Monument historique[1]
- Château de Bielle, Schloss aus dem 18. Jahrhundert, Monument historique[2]